# Fonts (Osca)
Fonts (en aragonès Fonz) és un municipi d'Aragó de la província d'Osca, a la comarca del Cinca Mitjà.

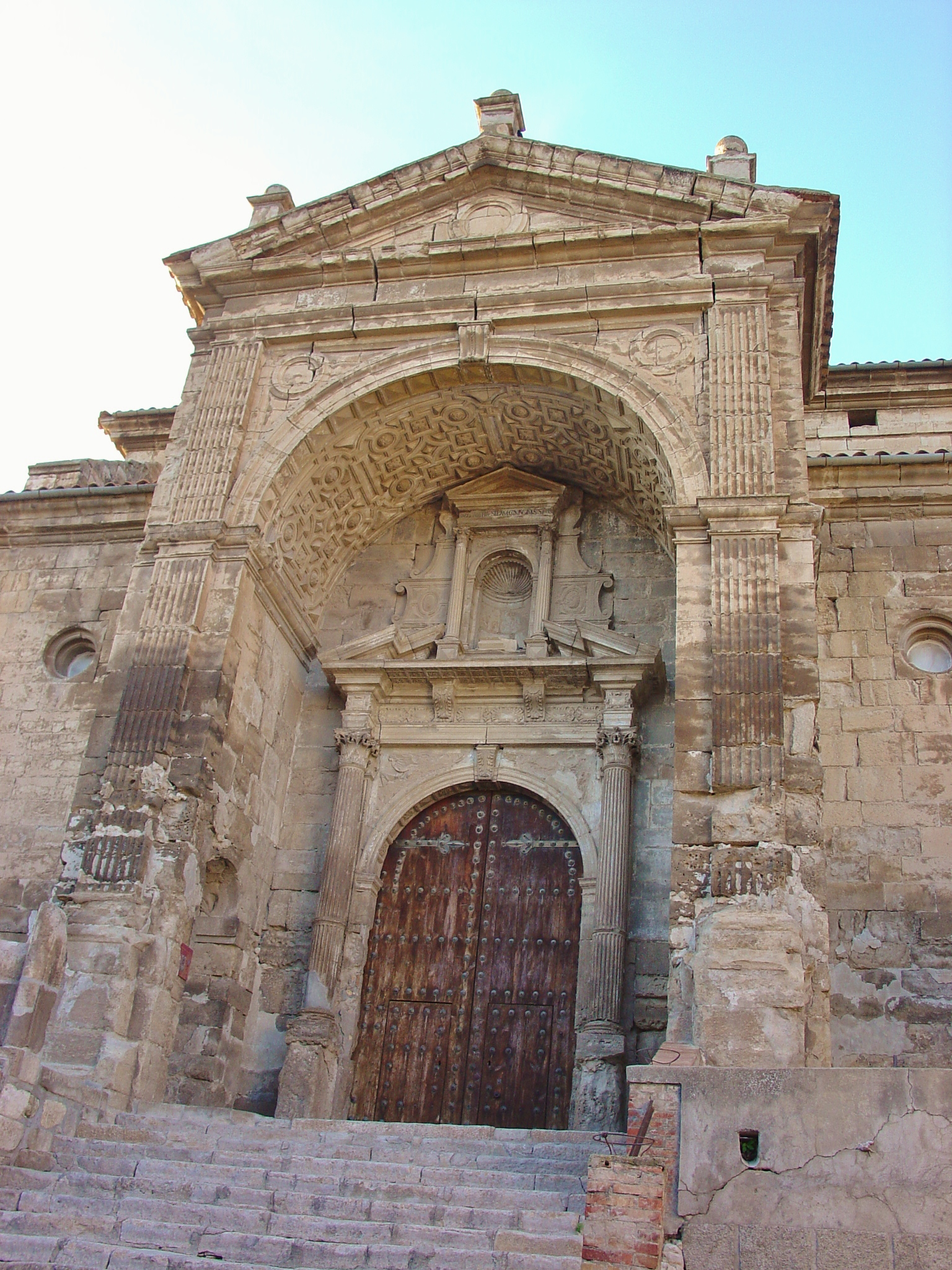
Portal d'entrada a l'església

Té una àrea de 55,61 km², una població de 1.064 habitants (2004) i una densitat de població de 19,13 hab./km². El llogaret de Cofita pertany al mateix municipi.
Va ser senyoriu del Bisbe de Lleida des de l'edat mitjana fins al final de l'antic règim. Formava part també del Comtat de Ribagorça. Al segle xix va pertànyer al partit judicial de Tamarit de Llitera. A l'Edat Mitjana s'hi parlava català.
A la plaça Major, declarada monument històric-artístic el 1976, hi ha l'església renaixentista i una font de sis raigs, també renaixentista. A la plaça i als voltants es conserven onze palaus, la major part renaixentistes, un dels quals, el dels Barons de Valdeolivos (segle xvi), es pot visitar.

## Aragonès de Fonts
L'aragonès de Fonts és la parla local de Fonts, parla que fa part de les parles de la Baixa Ribagorça però amb millor estat de conservació que la parla grausina. Es conserven paraules amb fonètica antiga com ixamen, que en aragonès general ha tingut una evolució en el mateix sentit que en castellà ((i)xambre). Es conserva la paraula maitino.

## Personatges il·lustres
- Pere Cerbuna (o Pedro Cerbuna Negro) hi va néixer el 27 de febrer de 1538 (i va morir a Calataiud el 5 de març de 1597). Fou fundador de la universitat de Saragossa i fou bisbe de Tarassona. Va estudiar a les universitats d'Osca, València, Lleida i Salamanca, on es doctorà en Teologia l'any 1563. El 1564 fou ordenat sacerdot a Lleida. Va ser professor de Teologia i vicari general del bisbat de Lleida. També tingué càrrecs a Osca i Saragossa. Gràcies al seu ajut econòmic va ser possible l'obertura de la universitat de Saragossa el 24 de maig de 1583. L'any 1585, fou nomenat bisbe de Tarassona.

- Joaquim Manuel de Moner i de Siscar (Fonts, 7 d'abril de 1822 — Fonts, 22 d'octubre de 1907) va ser un escriptor, jurista i filòsof aragonès. Posseïa a Fonts una impremta pròpia la qual li permeté de difondre una part de la seva obra, com és el cas de Historia de Tamarite l'any 1876.